# ATP Challenger Napa
Das ATP Challenger Napa (offizieller Name Napa Valley Challenger) war ein Tennisturnier in Napa, das in den Jahren 2013 und 2014 ausgetragen wurde. Es war Teil der ATP Challenger Tour und wurde im Freien auf Hartplatz gespielt. Das Turnier wurde im Rahmen der USTA Men’s Professional Pro Circuit Challenger Series vom nationalen Tennisverband der USA ausgetragen. Gespielt wurde im Napa Valley Country Club, der über neun Außenplätze verfügt.

## Liste der Sieger

### Einzel
| Jahr | Sieger       | Finalgegner   | Finalergebnis |
| ---- | ------------ | ------------- | ------------- |
| 2014 | Sam Querrey  | Tim Smyczek   | 6:3, 6:1      |
| 2013 | Donald Young | Matthew Ebden | 4:6, 6:4, 6:2 |

### Doppel
| Jahr | Sieger                            | Finalgegner               | Finalergebnis |
| ---- | --------------------------------- | ------------------------- | ------------- |
| 2014 | Peter Polansky Adil Shamasdin     | Bradley Klahn Tim Smyczek | 7:60, 6:1     |
| 2013 | Bobby Reynolds John-Patrick Smith | Steve Johnson Tim Smyczek | 6:4, 7:62     |